# Карасау (Бихор)
Карасау (рум. Cărăsău) насеље је у Румунији у округу Бихор у општини Кочуба Маре. Oпштина се налази на надморској висини од 143 m.

## Становништво
Према подацима из 2002. године у насељу је живело 802 становника.

### Попис2002.
| Расподела становништва по националности 2002.‍ | Расподела становништва по националности 2002.‍ | Расподела становништва по националности 2002.‍ | Расподела становништва по националности 2002.‍ | Расподела становништва по националности 2002.‍ |
| --------------------------------------------- | --------------------------------------------- | --------------------------------------------- | --------------------------------------------- | --------------------------------------------- |
|                                               |                                               |                                               |                                               |                                               |
| Румуни                                        | Румуни                                        |                                               | 531                                           | 66,2%                                         |
| Мађари                                        | Мађари                                        |                                               | 6                                             | 0,7%                                          |
| Роми                                          | Роми                                          |                                               | 265                                           | 33,0%                                         |